# Oligarchie
Die Oligarchie (von altgriechisch ὀλιγαρχία oligarchia „Herrschaft von wenigen“, zusammengesetzt aus ὀλίγοι oligoi „wenige“ und ἀρχή archē „Herrschaft, Führung“) ist eine Staatsform oder ein Staat, in der eine kleine Gruppe die politische Herrschaft ausübt. Die oligarchische Staatsform geht auf Aristoteles zurück, der unter dieser kleinen Gruppe die Reichsten verstand, in der klassischen Staatsformenlehre die verfehlte Form der Aristokratie.
Zu Beginn des 20. Jahrhunderts stellte Robert Michels im „Ehernen Gesetz der Oligarchie“ die systematische Oligarchisierung von Organisationen dar, die im Sinne moderner Demokratien aufgebaut sind. Zur Besinnung auf den eigentlichen Wortsinn wird heute – sehr selten – der gleichbedeutende Begriff „Oligokratie“ (griechisch κρατία kratía „Kraft, Stärke, Herrschaft“) verwendet.

## Historische Theoriebildung
Die Oligarchie bei Platon (427–347 v. Chr.) ist die gesetzlose Herrschaft der Reichen, die nur an ihrem Eigennutz interessiert sind. Sie fällt wie die Aristokratie unter die Herrschaft der Wenigen, wobei diese als gesetzmäßige, am Gemeinwohl ausgerichtete Herrschaft gilt. Platon definiert die Oligarchie als „die Verfassung, die auf der Einschätzung des Vermögens beruht, wobei die Reichen herrschen, der Arme aber keinen Anteil an der Regierung hat“.
Dieses Konzept wurde zunächst von seinem Schüler Aristoteles (384–324 v. Chr.) in seiner Staatsformenlehre ausgeführt. Die Oligarchie verfolge den Vorteil der Reichen, die Demokratie den der Armen, denn faktisch seien die Reichen in der Minderheit, die Armen bilden die Mehrheit.
Der griechische Historiker Polybios (um 200 – etwa 118 v. Chr.) schloss sich später an. Grundsätzlich bestand in der antiken Staatstheorie seit Platon die Idee, dass jede am Gemeinwohl orientierte Herrschaftsform (Monarchie [auch: Basileia], Aristokratie, Demokratie) ein entartetes, nur an den Interessen der Herrschenden orientiertes Gegenstück hat (Tyrannis, Oligarchie, Ochlokratie). Aus der Annahme heraus, dass diese sechs Grundformen der Verfassungen notwendigerweise instabil sind, hat vor allem Polybios die Idee des Verfassungskreislaufs entwickelt, die diese sechs grundlegenden Herrschaftsformen zueinander in Beziehung setzt:
| Anzahl der Herrschenden | Gemeinwohl   | Eigennutz   |
| ----------------------- | ------------ | ----------- |
| Einer                   | Monarchie    | Tyrannis    |
| Wenige                  | Aristokratie | Oligarchie  |
| Viele                   | Demokratie   | Ochlokratie |

Eine der bekanntesten oligarchischen Herrschaften im antiken Griechenland war die kurzlebige Herrschaft der Dreißig in Athen Ende des 5. Jahrhunderts v. Chr.
Die ungarische Geschichtsschreibung verwendet den Begriff Oligarchen für die einflussreichen Adligen des 13. und 14. Jahrhunderts, die schließlich von 1301 bis in die 1320er Jahre die Herrschaft über eigene Kleinkönigtümer erlangten.
Eine spezielle Unterform der Oligarchie ist die Plutokratie, die politische Herrschaft der Reichen.

## Begriffsverwendung in der Gegenwart
Heute wird der Begriff der Oligarchie zumeist im weiteren, wörtlichen Sinne verwendet: In jeder komplexen Gesellschaft kommt es zu einer Aufteilung der Betätigungsfelder, auch der politischen Ordnungs- und Leitungsfunktionen. So bildet sich eine herrschende Schicht heraus, die sich nicht immer durch staatsmännische Qualitäten (als „Aristokratie“) auszeichnen muss, sondern sich oft auch nur durch ihre Abkunft, ihren Besitz oder ihre Funktionen von den anderen abhebt. In den modernen Staaten gehören zu solchen Machteliten insbesondere die Spitzenfunktionäre der politischen Parteien, die meist zugleich Regierungsmitglieder sind, leitende Beamte der staatlichen Bürokratie, hohe Militärs, Großaktionäre, Finanzmagnaten, Industriemanager, führende Gewerkschaftsfunktionäre, Pressezaren, leitende Redakteure einflussreicher Massenmedien und Inhaber hoher religiöser Ämter. Zu den wichtigen Strukturmerkmalen der Oligarchien gehört das Maß, in dem sie entweder für eine Ergänzung aus der Gesamtbevölkerung offen sind oder zu einer Verkrustung, insbesondere zu einer Verfestigung durch Erbgang neigen. Dass die repräsentative Demokratie stark mit oligarchischen Komponenten durchsetzt ist, hob insbesondere Karl Loewenstein hervor. In diesem Zusammenhang sprach Robert Michels (1876–1936) im Anschluss an Gaetano Mosca von einem „ehernen Gesetz der Oligarchie“.